# Kőszegpaty
Kőszegpaty (kroatisch Pačija, dt.: Pottendorf bei Güns) ist eine ungarische Gemeinde im Komitat Vas. Sie liegt südöstlich von Kőszeg und nördlich von Szombathely.

## Geschichte
Der Ort wurde als Poth 1283 erstmals in einer Urkunde erwähnt. Im 14. Jahrhundert teilte sich der Ort in Klein- und Großpoth. Das Schloss wurde wahrscheinlich um 1600 erbaut. Die Familie Patthy baute es um 1710 um. Anfang des 19. Jahrhunderts wurden die beiden Ortsteile wieder vereint. Nach dem Zweiten Weltkrieg war eine Schule im Schloss. Danach wurde hier eine Buchbinderei betrieben.

## Sehenswürdigkeiten
- Marienstatue (Mária szobor), Barock
- Römisch-katholische Kirche Szent Miklós. Die Kirche wurde mehrmals umgebaut. Das Altarbild stammt von János Kugler aus Kőszeg.
- Schloss Patthy (Patthy-kastély), erbaut um 1710, im dazugehörigen Park gibt es riesige Kastanien.

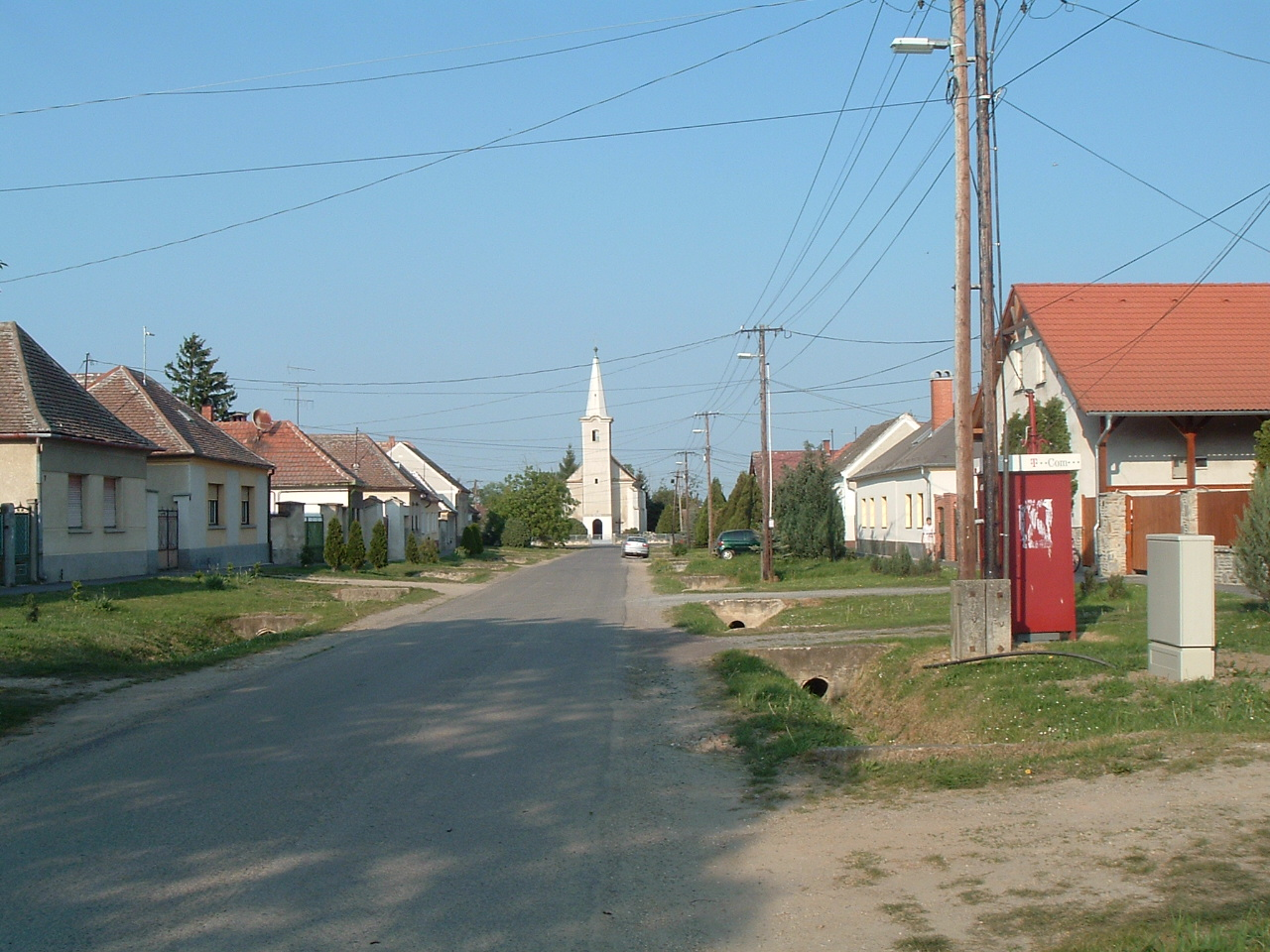
Blick auf die römisch-katholische Kirche Szent Miklós in Kőszegpaty

## Verkehr
Durch Kőszegpaty verläuft die Landstraße Nr. 8636. Der nächste Bahnhof befindet sich in Lukácsháza (dt.: Lukasdorf).